# Archaeoscia singularis
Archaeoscia singularis är en kräftdjursart som beskrevs av Albert Vandel 1973. Archaeoscia singularis ingår i släktet Archaeoscia och familjen Philosciidae. Inga underarter finns listade i Catalogue of Life.